# Haywardella thione
Haywardella thione är en fjärilsart som beskrevs av Berg 1877. Haywardella thione ingår i släktet Haywardella och familjen praktfjärilar. Inga underarter finns listade i Catalogue of Life.